# La condesa de Colomera
La condesa de Colomera es un cuadro realizado por Julio Romero de Torres en 1930. Actualmente se encuentra en el Museo Julio Romero de Torres en Córdoba.

## Historia
El pintor Julio Romero de Torres tenía una gran amistad con el general Diego Muñoz Cobo, ministro de Guerra en 1919, al que también había retratado el pintor. Como un favor personal y con ocasión de su boda, Julio Romero aceptó realizar un retrato a su nieta, Magdalena Muñoz Cobo, quien en 1961 se convertiría en IV condesa de Colomera tras el fallecimiento de su madre. El artista comenzó el lienzo en 1930 basándose en una fotografía donde se observa a la futura condesa como reina de los Juegos florales de Córdoba de 1928. Julio falleció el 10 de mayo de ese año, once días antes de la boda de Magdalena, por lo que la obra tuvo que ser finalizada por su hijo Rafael Romero Pellicer.

## Descripción
La futura condesa aparece como reina de los Juegos florales de Córdoba de 1928, tal y como sugiere la fotografía de ese año. En el lienzo se aprecia una falta de joyas con respecto a la fotografía, probablemente debido al fallecimiento del artista que no pudo pintarlos, aunque sí se encuentra la tiara influenciada por la realizada por Ansorena para la reina Victoria Eugenia en 1906 y que pertenece a la familia Colomera. 